# ドイツ橋

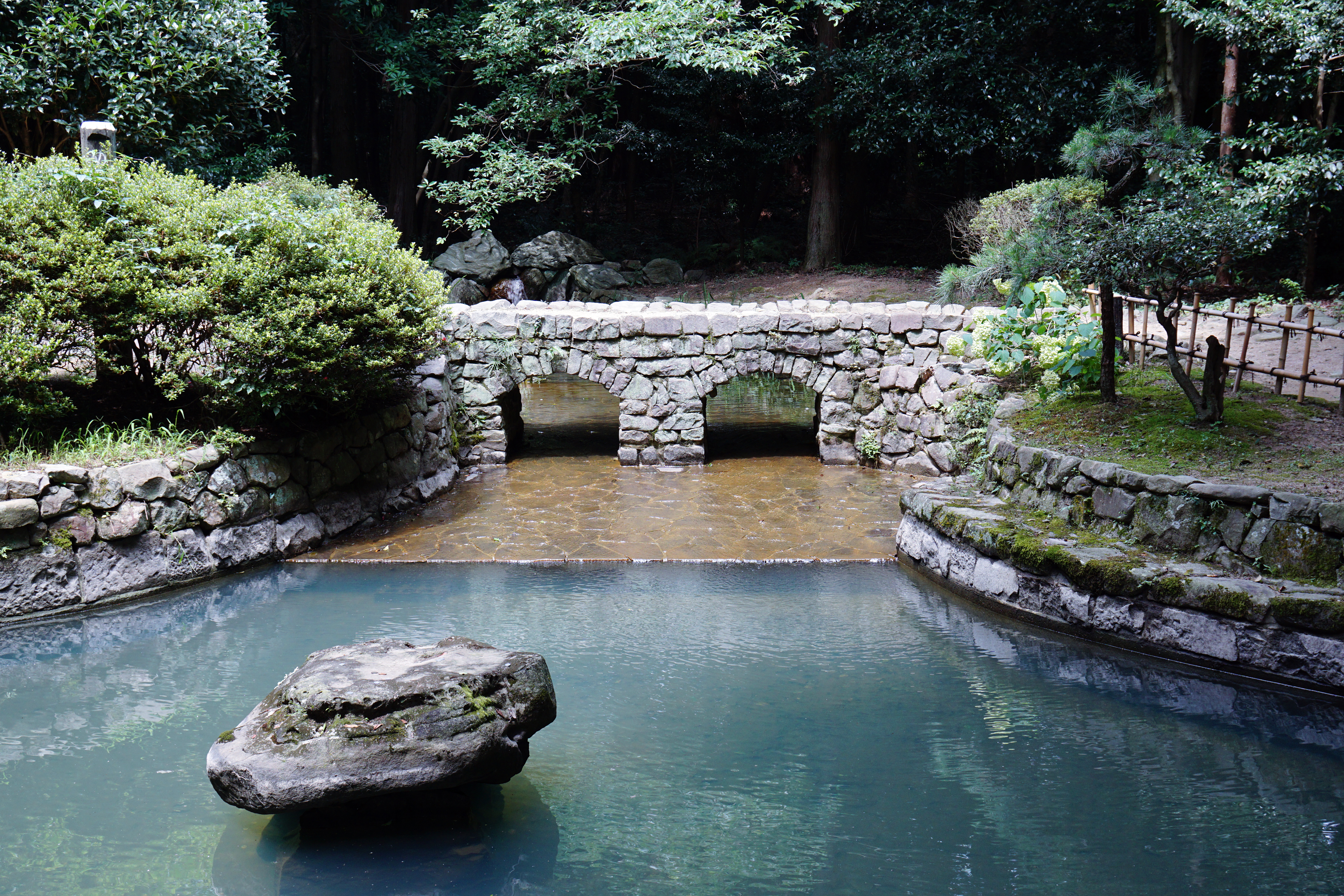
眼鏡橋

ドイツ橋（ドイツばし）は、徳島県鳴門市大麻町板東の大麻山にある大麻比古神社の敷地を流れる板東谷川に架かる石橋のアーチ橋である。独逸橋とも表記される。
徳島県文化財史跡指定・日本百名橋・とくしま88景選定。ドイツ橋一帯は大麻山県立自然公園となっている。

## 歴史
以前は木橋であったが、この地に第一次世界大戦の捕虜として収監されたドイツ人たちによって造られた。
ドイツ帝国の租借地であった青島において捕虜となったドイツ兵の一部は、大麻比古神社の約2km南にあった板東俘虜収容所に収監されていた。当時、大麻比古神社境内はドイツ人捕虜たちの散策に利用されていたが、板東俘虜収容所における捕虜への対応が人道的かつ寛大で友好的であるうえ、地域住民との交流も積極的に行われたことから、彼らが帰国する際に記念として築造を提案した。1919年（大正8年）4月初旬に着工し、同年6月末に完成した。橋の材料は和泉砂岩で、アーチの形式はローマ式の半円形で馬蹄形の石築アーチ橋となっている。内面で180個、全体で3000個の石が使用されており、その重さは195トンになる。
2004年（平成16年）1月30日に徳島県の文化財史跡に指定された。現在は保存のため、橋の上の通行はできなくなっている。
神社の境内にはこれとは別に、ドイツ人捕虜が造成した池があり、この池にも捕虜の建造した小さな石造りの2連アーチ橋がかかっている。こちらには「めがね橋」という愛称が付けられており、現在も通行は可能である。

## 周辺情報
- 大日寺
- 霊山寺
- 鳴門市ドイツ館
- 道の駅第九の里
- ドイツ村公園（旧俘虜収容所跡地）
- 阿波大正浪漫 バルトの庭

## 参考資料
- 橋（四国の道路を考える会）